# Frejustunnelen
Fréjus-tunnelen (også kaldet Mont Cenis-tunnelen) er en 13,7 km lang jernbane- og 12,9 km vejtunnel gennem Alperne. Den går gennem Mont Cenis bjergmassivet mellem byen Modane i Frankrig og Bardonecchia i Italien, og passerer under Pointe du Fréjus (2.934 m.o.h.) og Col de Fréjus (2.541 m.o.h.)
Tunnelen ligger på den franske side i Maurienne-dalen.

## Togforbindelse
Tunnelen blev åbnet den 17. september 1871. Den er den ældste af de større tunneler i Alperne. Man havde regnet med, at byggeriet skulle tage 24 år, men takket være trykluftsboremaskiner og elektriske tændsatser til eksplosiver (dynamit) kom det til at tage 13 år. Jernbanetunnelen var den længste i verden fra 1872 frem til Skt. Gotthardtunnelen åbnede i 1882.
Tunnelen skal indgå i højhastighedsforbindelsen mellem Torino og Lyon og dermed mellem det nordøstlige Frankrig med Paris og Italien.

## Vejforbindelse
Der er senere (1974-1980) blevet bygget en vejtunnel ved siden af jernbanetunnelen. Den er 12,87 km lang. Motorvej A43 fra Frankrig går ind i tunnelen ved byen Modane.
Sammen med vejtunnelen Mont Blanc-tunnelen udgør tunnelen en meget vigtig alpin passage for vejtrafik mellem Frankrig og Italien. Indkørslen til tunnelen på den franske side ligger i 1.228 m.o.h. og i 1.297 m.o.h. på den italienske side.

## Galleri
- Indkørslen ved Modane på franske side
- Tunnellens lokalitet i Alperne
- Indkørsel til vejtunnel på den franske side
- Indkørsel til vejtunnel på den italienske side

## Ulykke i vejtunnelen
Den 5. juni 2005 skete en brandulykke ved et sammenstød af to lastbiler, hvor to personer døde og tunnelen var lukket til den 4. august samme år. Branden opstod, mens et stort tunnelmoderniseringsprogram var i gang. Der var blevet investeret 56 millioner euro for at bygge nye beskyttelsesrum og forbedre sikkerhed på alle områder, inklusive skiltning. Til at begynde med åbnede tunnelen kun for almindelig biltrafik, hvorimod åbningen for lastbiler først var senere i august samme år.

## Andre togtunneler i Alperne
Listen nedenfor viser kun nogle af de lange togtunneler i Alperne:
- Skt. Gotthardtunnelen
- Simplontunnelen
- Arlbergtunnelen
- Furkatunnelen
- Appenninotunnelen
- Vagliatunnelen
- Vereinatunnelen
- Monte Santomarcotunnelen

## Andre vejtunneler i Alperne
Listen nedenfor viser kun nogle af de lange vejtunneler i Alperne:
- Skt. Gotthardtunnelen (vej)
- Mont Blanc-tunnelen
- Arlbergtunnelen